# Danfoss

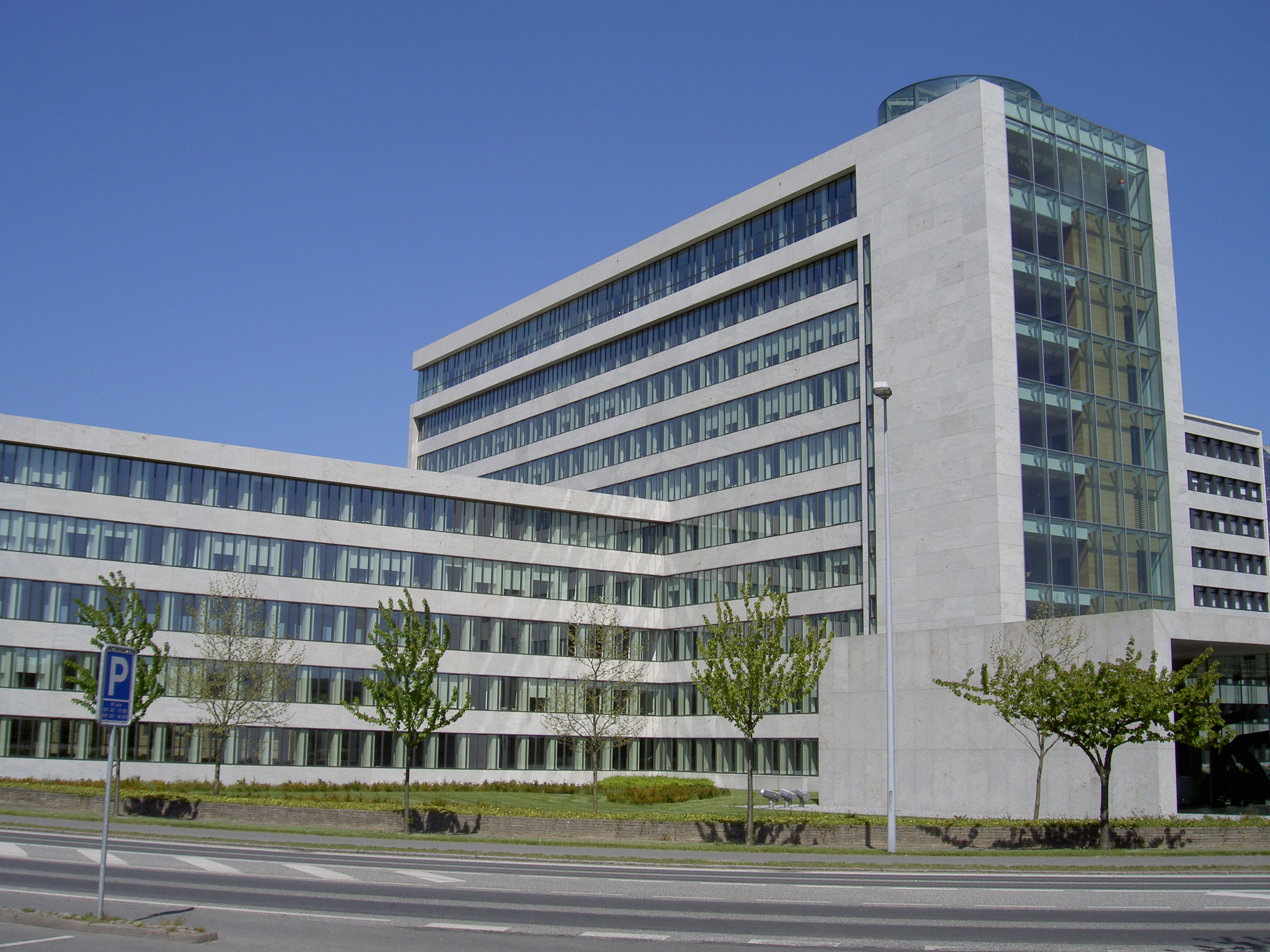
Danfoss-Hauptgebäude in Nordborg

Die Danfoss A/S ist ein Unternehmen in den Bereichen Wärme- und Kältetechnik, Hydraulik- und Elektromotoren sowie Leistungselektronik. Der Unternehmenssitz befindet sich in Nordborg auf der süddänischen Insel Als in der Kommune Sønderborg. Das Unternehmen unterhält 95 Produktionsstätten und beschäftigt weltweit etwa 40.700 Mitarbeiter.

## Geschichte
Danfoss wurde 1933 vom Kälteingenieur Mads Clausen als „Dansk Køleautomatik- og Apparat-Fabrik“ (Dänische Kühlautomatik- und Apparatefabrik) gegründet. Als erstes Produkt baute er in Lizenz Expansionsventile für Kälteanlagen. Seit 1946 führt das Unternehmen den heutigen Namen Danfoss; er ist zusammengesetzt aus dem Wort Danmark (Dänemark) und dem Verb fosse (strömen).
Mads Clausens Frau Bitten Clausen unterstützte ihn bei der Unternehmensleitung und war nach seinem Tod von 1966 bis 1971 Vorstandsvorsitzende und bis 1988 stellvertretende Vorsitzende. Bis 2008 leitete ihr Sohn Jørgen Mads Clausen das Unternehmen als CEO.
Das wohl bekannteste Produkt von Danfoss ist die Erfindung Clausens aus den 1950er Jahren, das thermostatische Heizkörperventil. Ein wirtschaftlicher Erfolg stellte sich allerdings erst nach der Energiekrise in den 1970er Jahren ein.
1968 war Danfoss der erste Hersteller von serienmäßigen Frequenzumrichtern. Die von Danfoss Drives unter dem Warenzeichen VLT vertriebenen Geräte ermöglichen die Drehzahlregelung von Drehstrommaschinen. Der Hauptsitz von Danfoss Drives liegt in Gråsten (Dänemark), wo auch Geräte bis ca. 100 kW gefertigt werden. Umrichter größerer Leistungen (bis 1,4 MW) werden in Rockford (USA) gebaut.
Danfoss erweiterte das Produktspektrum seit 2003 durch die Übernahme anderer Unternehmen, z. B. mit der Eingliederung mehrerer im Bereich Wärmetechnik tätiger Unternehmen.
Danfoss gehört heute der Bitten and Mads Clausen Foundation. Die Deutschlandzentrale der Danfoss-Vertriebsgesellschaft befindet sich in Offenbach am Main in Hessen. Weitere Büros werden in Hamburg, Flensburg, Essen, München und Bruchsal betrieben.
Mit Mitteln der Danfoss Foundation wurde 1999 das Mads-Clausen-Institut an der Syddansk Universitet in Sønderborg eingerichtet. Seit 2007 befindet sich das Institut im neu gebauten Campus Alsion und bietet die modernste Ausstattung der Technischen Fakultät der Universität.
Im November 2010 wurde das Kompressorenprogramm für Haushaltskühlgeräte, Danfoss Compressors, an die Aurelius AG, eine Holding, verkauft. Das dadurch neu entstandene Unternehmen Secop GmbH begann sofort mit Produktionsverlagerungen nach Zlaté Moravce in der Slowakei. Dadurch wurden massiv Arbeitsplätze an den Produktionsstandorten in Flensburg und im slowenischen Črnomelj abgebaut. 2013 wurde die Immobilie des Kompressorenwerks von Danfoss in der Flensburger Nordstadt von der Flensburger Fahrzeugbau übernommen. Secop, das Nachfolgeunternehmen der Danfoss-Kompressorensparte, verblieb als Mieter einer der Werkshallen.
Mit der Expansion ergaben sich auch Schrumpfungen. Die Kühlaggregate-Fertigung wurde im November 2010 an die Aurelius AG verkauft; 2014 wurde die Wechselrichter-Sparte von Danfoss zur SMA Solar Technology AG überführt. Im Gegenzug erhielt Danfoss eine 20-prozentige Minderheitsbeteiligung an der SMA Solar Technology AG.
2020 kündigte Danfoss an, Eaton Hydraulics von der Eaton Corporation für drei Milliarden Euro übernehmen zu wollen und somit zur Nummer eins im Bereich Mobil- und Industriehydraulik aufzusteigen. Die Übernahme würde ca. 11.000 Mitarbeiter und einen Umsatz von zwei Milliarden Euro (2019) umfassen. Die Transaktion wurde von den Behörden genehmigt und im August 2021 abgeschlossen. 2022 wurden Geschäftsteile mit Semikron zusammengelegt. 2023 integrierte Danfoss Bock GmbH. Über die Stiftung „Bitten og Mads Clausens Fond“ wird seit Ende 2023 der Ausbau des Flughafens Sønderborg finanziell unterstützt.

## Produkte

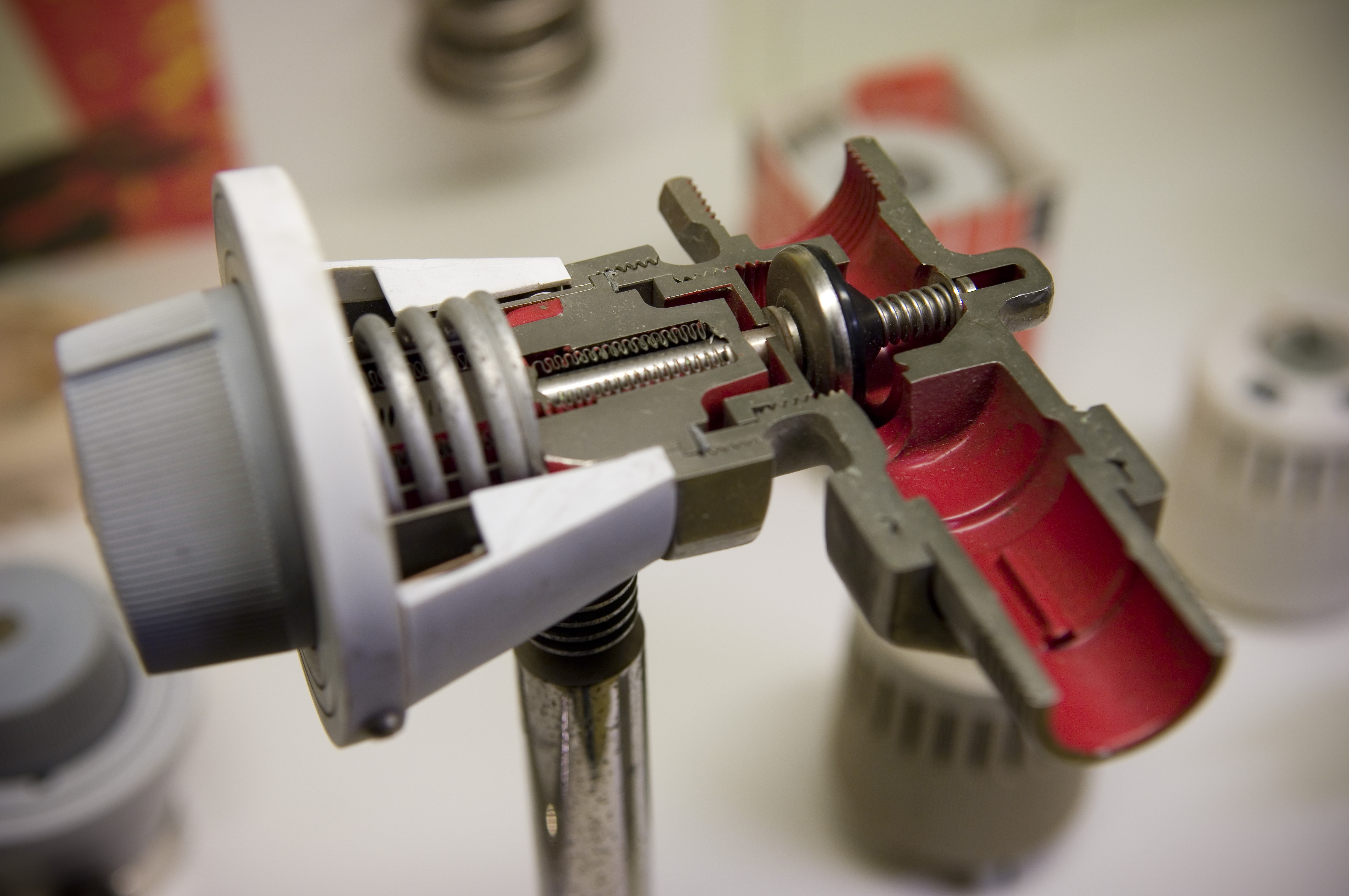
Danfoss’ erstes Thermostatventil

Das mit Abstand bekannteste Produkt des Unternehmens ist das Thermostatventil. Daneben stellt das Unternehmen aber auch Getriebemotoren, Wärmepumpen, Fußbodenheizungs-, Lüftungs-, Fernwärme- und Warmwassersysteme her. Erwähnenswert ist auch Danfoss HPP (ehemals Danfoss Nessie), ein Hochdruck-Wassersystem zur Luftbefeuchtung und adiabaten Kühlung, das zur Brandbekämpfung, Umkehrosmose, industriellen Reinigung, Holzverarbeitung und Wasserhydraulik zum Einsatz kommt. Außerdem ist Danfoss in der Herstellung von Frequenzumrichtern tätig und stellt mit der Tochter Danfoss Power Solutions Hydraulikkomponenten her.

## Trivia
Die Primatenart Microcebus danfossi ist nach dem Unternehmen benannt, da der Konzern die Patenschaft für diese Tiere übernommen hat.
Neben dem Stammsitz wurde 2006 der Vergnügungspark Danfoss Universe eröffnet.
2020 wurde von der Stiftung das Hotel Alsik in Sønderborg eröffnet.
2021 kündigte die Stiftung an, mit Center Parcs einen Freizeitpark neben der Unternehmenszentrale in Nordborg zu eröffnen.